# 료고쿠역
료고쿠역(일본어: 両国駅)은 일본 도쿄도 스미다구에 있는 동일본 여객철도 소부 본선(각역정차) 및 도쿄 도 교통국 지하철 오에도 선이 환승하는 역이다. 지하철 역 번호는 E-12이며, 지하철 역 부기명은 에도 도쿄 박물관앞(일본어: 江戸東京博物館前, えどととうきょうとうきょうはくぶつかんまえ)이다.

## 타는 곳

### 동일본 여객철도
| 1 | ■소부 선（각역정차） | 아키하바라·신주쿠·미타카 방면            |
| 2 | ■소부 선（각역정차） | 긴시초·니시후나바시・쓰다누마・지바 방면 |
| 3 | ■임시 타는 곳        | ■임시 타는 곳                            |

### 도쿄 도 교통국
오에도선 승강장(2008년 3월 5일)
| 1 | ○도영 오에도 선 | 이다바시・도초마에 방면 （네리마・히카리가오카 방면은 도초마에역에서 환승） |
| 2 | ○도영 오에도 선 | 다이몬・롯폰기 방면                                                         |

## 역 주변

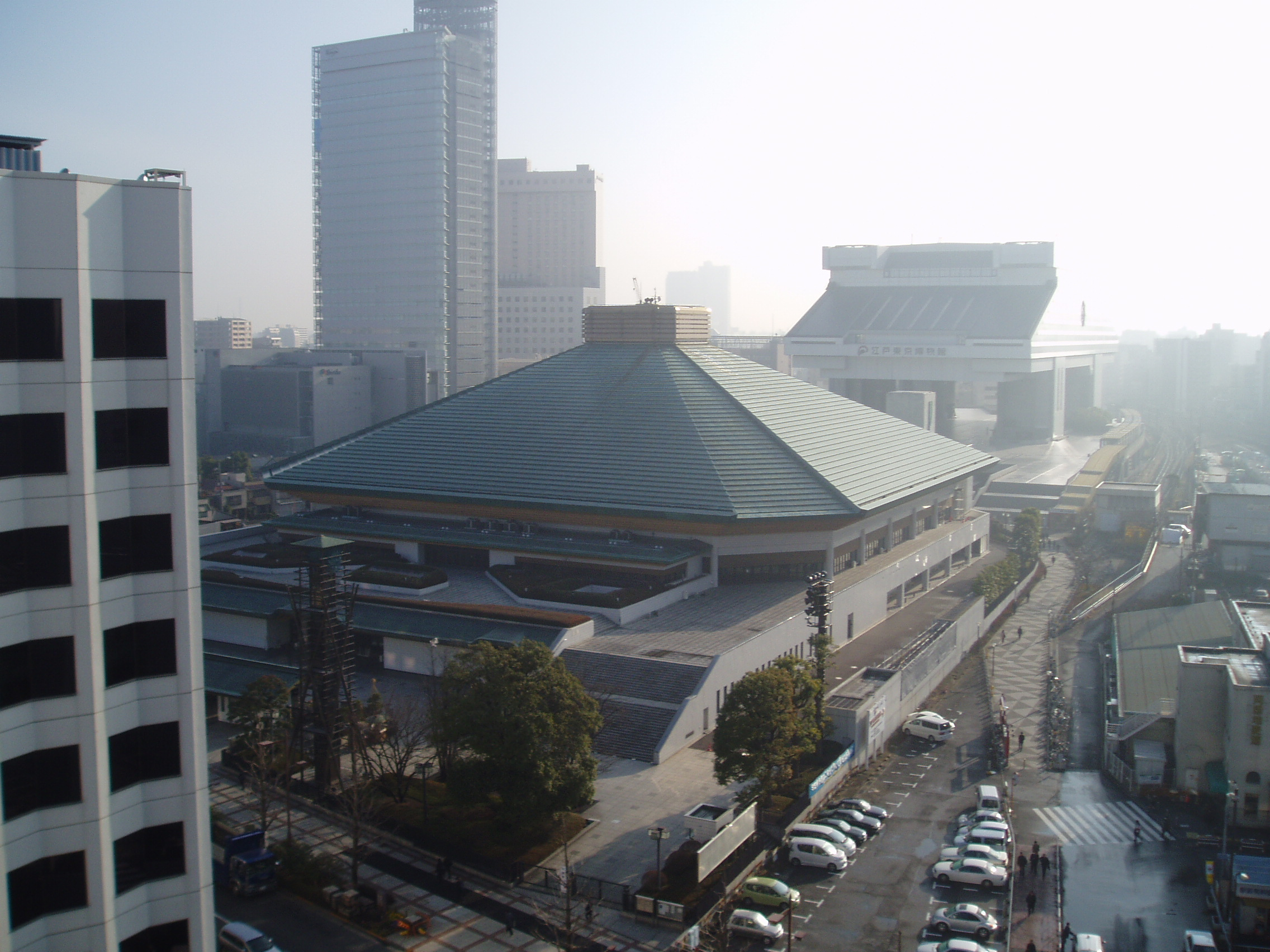
료고쿠 국기관

- 료고쿠 국기관

## 인접역
| 동일본 여객철도 ■주오・소부 선（각역정차） | 동일본 여객철도 ■주오・소부 선（각역정차） | 동일본 여객철도 ■주오・소부 선（각역정차） |
| ------------------------------------------ | ------------------------------------------ | ------------------------------------------ |
| 긴시초 지바 방면                           | 각역정차                                   | 아사쿠사바시 미타카 방면                   |
| ○도영 오에도 선                            |                                            |                                            |
| E 11 구라마에 도청앞 방면                  | 오에도 선                                  | E 13 모리시타 히카리가오카                 |